# 超！A&G+
超！A&G+（日语：／）是日本文化放送运营的一家专业声优广播網路電台。以動畫、遊戲、聲優節目為中心的網路串流媒體。

## 简介
2007年9月3日，“超！A&G+”在日本地面数字声音广播开播，频道号码为9302（仅限东京地区）。“超！A&G+”的名称源自文化放送的专门声优广播板块「文化放送Anime&Game Zone」（简称A&G Zone）。2008年10月6日，“超！A&G+”开始在部分节目中增加影像画面。随着日本地面数字声音广播于2011年3月31日全面停播，“超！A&G+”转为网络播出。
目前“超！A&G+”每天播音21.5小时（日本时间每天6:00-次日3:30），部分节目也会在文化放送的主頻道（AM1134kHz、FM91.6MHz）播出。

## 聽取方法
随着日本地面数字声音广播于2011年3月31日全面停播，“超！A&G+”轉為網路串流媒體。
個人電腦能使用Windows系統或是Mac OS系統。在使用電腦版的時候，會不定期的向使用者收取簡易個人資料。
使用iPhone或AndroidOS的智慧型手機時，可安裝『超!A&G+i』的應用程式，直接聽取節目。
播放簡易影片
2008年10月6日起加入「簡易影片」的服務，在節目播出的同時，加入各播出或收錄時，錄音室的情況或是照片。這項服務是基於同年6月對於「超ラジ!GOLD SUPPORTERS」的使用者的問卷調查，在問卷調查中，「希望有簡易的影片」佔了85%。
播出音樂時，會播出音樂的Music Video或是標題畫面。原則上不會顯示音樂的情報。
曾有一段時間的畫面寬高比為4:3。自2013年3月18日起，更新為16:9。
從第四回的聲優Awards的頒獎儀式開始，以特別節目的形式播出。此時段的節目以調整時間或是以「超!A&G+special」的形式播出。